# Huntsville (Texas)
Huntsville és una ciutat, seu del Comtat de Walker a l'estat de Texas. Segons el cens del 2000 tenia 35.078 habitants. Huntsville acull la seu del Departament de Justícia Criminal de Texas i també diverses institucions penitenciàries, entre elles la Unitat de Huntsville, que acull la cambra d'execucions de l'estat. Sam Houston, president de la República de Texas i posteriorment governador de l'estat de Texas, va viure els darrers anys de la seva vida a Huntsville, població on va ser enterrat.

## Demografia
Segons el cens del 2000, Huntsville tenia 35.078 habitants, 10.266 habitatges, i 5.471 famílies. La densitat de població era de 438,3 habitants per km².
Dels 10.266 habitatges en un 25,3% hi vivien nens de menys de 18 anys, en un 37% hi vivien parelles casades, en un 12,5% dones solteres, i en un 46,7% no eren unitats familiars. En el 30,8% dels habitatges hi vivien persones soles el 7,5% de les quals corresponia a persones de 65 anys o més que vivien soles. El nombre mitjà de persones vivint en cada habitatge era de 2,31 i el nombre mitjà de persones que vivien en cada família era de 2,97.
Per edats la població es repartia de la següent manera: un 15,1% tenia menys de 18 anys, un 29,3% entre 18 i 24, un 30,8% entre 25 i 44, un 16,3% de 45 a 60 i un 8,5% 65 anys o més.
L'edat mediana era de 28 anys. Per cada 100 dones de 18 o més anys hi havia 163,8 homes.
La renda mediana per habitatge era de 27.075 $ i la renda mediana per família de 40.562 $. Els homes tenien una renda mediana de 27.386 $ mentre que les dones 22.908 $. La renda per capita de la població era de 13.576 $. Aproximadament el 13,1% de les famílies i el 23,9% de la població estaven per davall del llindar de pobresa.

## Poblacions properes
El següent diagrama mostra les poblacions més properes.